# Tour de Rio
Le Tour de Rio (portugais : Tour do Rio) est une course cycliste par étapes brésilienne disputée dans l'État de Rio de Janeiro. Disputée en 2000 sous le forme d'une course d'un jour sous le nom Tour de Rio de Janeiro (Volta do Rio de Janeiro), c'est depuis 2002 une course par étapes qui a connu différent noms (Tour de Rio, Tour de Rio de Janeiro et Tour de Campos). Elle fait depuis 2007 partie de l'UCI America Tour en catégorie 2.2, et est disputée annuellement depuis 2009. En 2014, l'épreuve se court en catégorie 2.1. En 2015, l'épreuve est classée en catégorie 2.2 de nouveau.

## Palmarès
| Année                                       | Vainqueur,                 | Deuxième                      | Troisième               |
| ------------------------------------------- | -------------------------- | ----------------------------- | ----------------------- |
| Volta do Rio de Janeiro (1.5)               |                            |                               |                         |
| 2000                                        | André Grizante (BRA)       | Murilo Fischer (BRA)          | Emile Abraham (TRI)     |
| 2001                                        | Pas de course              | Pas de course                 | Pas de course           |
| Giro do Rio (2.5)                           |                            |                               |                         |
| 2002                                        | Daniel Rogelin (BRA)       | Márcio May (BRA)              | Murilo Fischer (BRA)    |
| Volta do Rio de Janeiro (2.5, 2.3 puis 2.2) |                            |                               |                         |
| 2003                                        | Heberth Gutiérrez (COL)    | Jorge Humberto Martínez (COL) | Richard Rodríguez (CHI) |
| 2004                                        | Márcio May (BRA)           | Luiz Amorim Tavares (BRA)     | Breno Sidoti (BRA)      |
| 2005-06                                     | Pas de course              | Pas de course                 | Pas de course           |
| 2007                                        | Matías Médici (ARG)        | Pedro Nicácio (BRA)           | Magno Nazaret (BRA)     |
| Volta de Campos (2.2)                       |                            |                               |                         |
| 2009                                        | Breno Sidoti (BRA)         | Renato Ruiz (BRA)             | Luis Mansilla (CHI)     |
| Tour do Rio (2.2)                           |                            |                               |                         |
| 2010                                        | Tomas Alberio (ITA)        | Christopher Jones (USA)       | Maurício Morandi (BRA)  |
| 2011                                        | Juan Pablo Suárez (COL)    | Jaime Castañeda (COL)         | Edward Beltrán (COL)    |
| 2012                                        | Kléber Ramos (BRA)         | Alex Diniz (BRA)              | Byron Guamá (ECU)       |
| 2013                                        | Óscar Sevilla (ESP)        | Gustavo César Veloso (ESP)    | Stiber Ortiz (COL)      |
| Tour do Rio (2.1)                           |                            |                               |                         |
| 2014                                        | Óscar Sevilla (ESP)        | Gustavo César Veloso (ESP)    | Kléber Ramos (BRA)      |
| Tour do Rio (2.2)                           |                            |                               |                         |
| 2015                                        | Gustavo César Veloso (ESP) | Kléber Ramos (BRA)            | Alex Diniz (BRA)        |
| 2016-2023                                   | non-disputé                | non-disputé                   | non-disputé             |
| 2024                                        | Sergio Henao               | Wilmar Paredes                | Óscar Sevilla           |

## Victoires par pays
| Victoires | Pays             |
| --------- | ---------------- |
| 5         | Brésil           |
| 3         | Espagne Colombie |
| 1         | Argentine Italie |